# Patagón
Stridsvagnen Patagón är en lätt stridsvagn som utvecklades i Argentina under början av 2000-talet. Den var avsedd att användas av den argentinska armén och baseras på ett chassi från SK-105 Kürassier med ett renoverat torn från AMX-13. Patagón-projektet avslutades dock 2008 efter att endast fem stridsvagnar, inklusive en prototyp, hade konverterats.

## Specifikationer av Patagón
- Typ: Lätt stridsvagn
- Ursprung: Argentina
- Användning: Användes av Argentina
- Produktion: Designad i början av 2000-talet; 5 byggda (inklusive 1 prototyp)

## Mått och vikt
- Vikt: 16,5 ton
- Längd: 5,582 meter
- Bredd: 2,5 meter
- Höjd: 2,88 meter
- Besättning: 3 (befälhavare, skytt, förare)

## Pansar
- Bas: 8 mm
- Maximum: 40 mm

## Beväpning
- Huvud: 105 mm räfflad kanon
- Sekundär: 7.62×51mm NATO koaxial kulspruta
- Motor: Steyr 7FA 6-cylindrig dieselmotor på 300 hk

## Prestanda
- Kraft/vikt: 18,2 hk/ton
- Fjädring: Torsionsstång, 5 hjul
- Räckvidd: 520 kilometer
- Maxhastighet: 70 km/h.

Patagón-stridsvagnen är ett försök av Argentina att modernisera och diversifiera sitt pansarfordonsflotta med inhemskt utvecklade plattformar. Dess avslutande understryker de ekonomiska och tekniska utmaningar som ofta är förknippade med inhemska militära utvecklingsprojekt.